# Proscelomerion serratum
Proscelomerion serratum är en mångfotingart som beskrevs av Karl Wilhelm Verhoeff 1924. Proscelomerion serratum ingår i släktet Proscelomerion och familjen Cambalidae. Inga underarter finns listade i Catalogue of Life.